# Željko Novak
Željko Novak (...) è un ex giocatore di football americano e allenatore di football americano serbo, che ha giocato nel ruolo di tight end.